# تپه قلعه آقا
تپه قلعه آقا مربوط به دوره ساسانیان است و در شهرستان خدابنده، روستای اوچ بولاغ واقع شده و این اثر در تاریخ ۱۷ اسفند ۱۳۸۱ با شمارهٔ ثبت ۷۷۳۳ به‌عنوان یکی از آثار ملی ایران به ثبت رسیده‌است.